# Бензинова алея
«Бензинова алея» (англ. Gasoline Alley) — американський бойовик, трилер 2022 року режисера Едварда Джона Дрейка із Девоном Савою, Брюсом Віллісом і Люком Вілсоном у головних ролях. Він був випущений у США 25 лютого 2022 року компанією Saban Films.

## Сюжет
Майстер татуювань Джиммі Джейн бере інтерв'ю у детективів Білла Фрімена та Фредді Варґаса, які розслідують масове вбивство повій, після того, як на місці злочину знайшли запальничку з назвою його студії. Джейн — колишній засуджений, який відсидів п'ять років у в'язниці за ненавмисне вбивство, і він був останньою людиною, яка бачила одну з жертв живою. Згодом виявляється, що Фрімен є частиною групи торгівлі людьми, яка діє через тунель, що з'єднує Сан-Дієго з Тіхуаною. Кульмінацією фільму є перестрілка між Фріменом і Джейн на мексиканському складі; завдяки своїм навичкам стрілкам Джейн перемагає детектива-шахрая та його напарника і підпалює це місце.

## Акторський склад
- Девон Сава — Джиммі Джейн
- Брюс Вілліс — детектив Білл Фрімен
- Люк Вілсон — детектив Фредді Варгас
- Кет Фостер — Крістін
- Суфе Бредшоу — Елеонор Роджерс
- Джонні Даверс — Еразм Алсіндор
- Рік Саломон — Персі Муліні
- Кенні Вормолд — Денніс Бурк
- Еш Адамс — Френк Флоссо
- Ірина Антоненко — Зірка
- Керрінгтон Дарем — Жизель
- Гоуп Ґолдс — Оана
- Біллі Гарлоу — Рой
- Вернон Девіс — вишибала Кайзер
- Стів Істин — капітан Лью Феррі
- Трейсі Каррі — доктор Філґуд

## Виробництво
Зйомки почалися в Тіфтоні, штат Джорджія, у березні 2021 року. У червні 2021 року Saban Films придбала права на розповсюдження фільму.

## Випуск
25 лютого 2022 року «Бензинова алея» вийшла в кінотеатри, у цифровому форматі та на VOD.

### Касові збори
Станом на 27 серпня 2022 року «Бензинова алея» зібрала 32 433 долари США в Об'єднаних Арабських Еміратах і Португалії.

### Критичне сприйняття
На вебсайті агрегатора рецензій Rotten Tomatoes 31 % із 26 відгуків критиків є позитивними із середньою оцінкою 4,20/10.